# Malmtrafikk

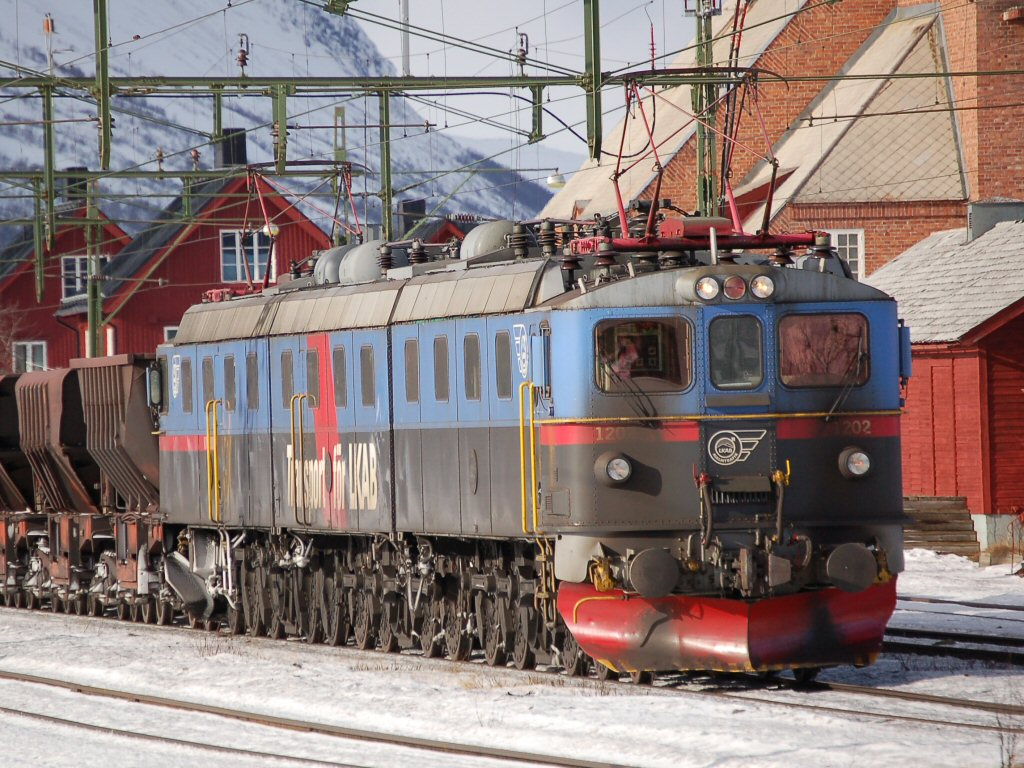
Loc type Dm3

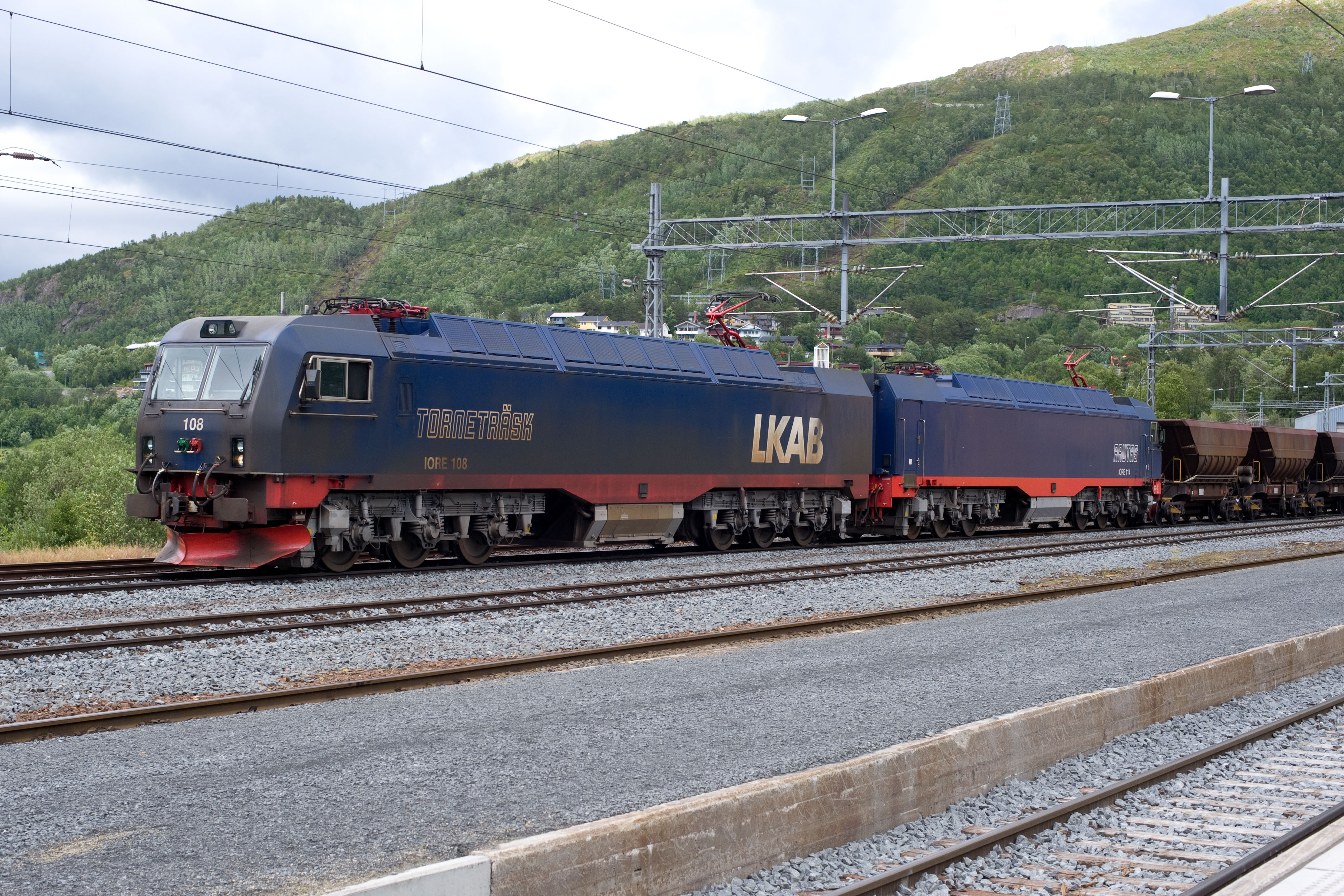
Loc type IORE

De Malmtrafikk is de spoorwegonderneming die sinds 2003 het vervoer verzorgt van ijzererts tussen de ijzermijnen van de LKAB en de havens in Zweden en Noorwegen. Het bedrijf is in Zweden actief als Malmtrafik i Kiruna AB (MTAB) en in Noorwegen als  Malmtrafikk AS (MTAS).
Malmtrafikk rijdt ertstreinen van Kiruna en Gällivare / Malmberget over de spoorlijn naar de haven in Narvik (Noorwegen) aan de Noorse Zee en de haven en hoogoven in Luleå (Zweden) aan de Botnische Golf.
Malmtrafikk gebruikt voor de lange en zware ertstreinen extra sterke, gelede locomotieven van de typen Dm 3 en IORE.
treinen vervoeren ijzererts van de LKAB 